# Claude Gervaise
Claude Gervaise (* um 1510 in Paris (?); † nach 1558 ebenda (?)) war ein französischer Gambist und Komponist der Renaissance.

## Leben
Vermutlich hielt er sich zeit seines Lebens in der französischen Hauptstadt auf und wirkte wahrscheinlich als Musiker in der Hofkapelle Königs Franz I.
Neben einigen vierstimmigen Chansons schuf er vor allem etliche mehrstimmige Tanzstücke im volkstümlichen Stil, die zu seiner Zeit in Paris in der vornehmen Gesellschaft äußerst populär waren. Ferner bearbeitete er die Danseries von Pierre Attaingnant und erweiterte die Tänze mit eigenen Stücken; dabei bevorzugte er Pavane und Galliarde.
1935 bearbeitete Francis Poulenc Werke Gervaises in der siebensätzigen Suite française d’après Claude Gervaise für Klavier bzw. zwölfköpfiges Kammerensemble.